# Đỗ Thị Hoàng
Đỗ Thị Hoàng (sinh ngày 24 tháng 8 năm 1958) là một chính trị gia người Việt Nam. Bà từng là đại biểu Quốc hội Việt Nam khóa 13 nhiệm kì 2011-2016, thuộc đoàn đại biểu Quốc hội tỉnh Quảng Ninh, Trưởng Đoàn ĐBQH tỉnh Quảng Ninh khóa 13, Uỷ viên Uỷ ban Đối ngoại của Quốc hội khóa 13.

## Xuất thân
Bà hiện cư trú ở phường Hồng Hà, Thành phố Hạ Long, tỉnh Quảng Ninh.

## Giáo dục
- Cử nhân Sư phạm, cử nhân Kinh tế
- Cử nhân lí luận chính trị

## Sự nghiệp
Bà gia nhập Đảng Cộng sản Việt Nam vào ngày 23/2/1983.
Bà từng là đại biểu hội đồng nhân dân tỉnh Quảng Ninh khóa 12 (2004-2011).
Ngày 22 tháng 5 năm 2011, bà đã trúng cử đại biểu Quốc hội năm 2011 ở đơn vị bầu cử số 1 tỉnh Quảng Ninh gồm Thành phố Hạ Long, thị xã Cẩm Phả và Thành phố Uông Bí với tỉ lệ số phiếu hợp lệ là 76,21%.
Từ 2011 đến 2016, bà là Phó Bí thư thường trực tỉnh ủy, Trưởng Đoàn ĐBQH tỉnh Quảng Ninh khóa 13, Uỷ viên Uỷ ban Đối ngoại của Quốc hội khóa 13.